# Heriaeus fimbriatus
Heriaeus fimbriatus är en spindelart som beskrevs av Lawrence 1942. Heriaeus fimbriatus ingår i släktet Heriaeus och familjen krabbspindlar. Inga underarter finns listade i Catalogue of Life.